# Rostislav Orlovsky-Tarkovsky Blanco
Rostislav Ordovsky-Tanaevsky Blanco (1958) es un empresario nacido en Venezuela. Presidente del Grupo de Rostik y muchas otras compañías en Rusia.

## Biografía
Ordovsky-Tanaevsky nació en Caracas. Su padre emigró de la Unión Soviética después de la revolución bolchevique de 1917. Se crio en un hogar multicultural, su madre era española y su padre ruso. Se graduó de Bachiller en Ciencias en el Liceo Militar Gran Mariscal de Ayacucho de Caracas en 1976. Poco después de graduarse de Ingeniero Químico en la Universidad Simón Bolívar,en 1984 formó su empresa, Rostik Internacional (en la actualidad la empresa matriz a todos sus otros negocios) para la importación de electrónica, equipos de fotografía y los medios de comunicación de América Latina, en colaboración con las corporaciones como Kodak y Disney. Después de ayudar a producir festivales ruso-venezolano de cine en Moscú y Tashkent, amplió su negocio a los esfuerzos de Rusia y no tardó en funcionamiento unos 500 Kodak de una hora en tiendas de fotos.
Rostislav Ordovsky-Tanaevsky Blanco es el primer hombre de negocios ruso que se concederá la Persona del Año premio anual nacional en el campo de los negocios en dos ocasiones: en 2000 y en 2002. En 2004, Rostislav recibió el premio de la Gente de negocios 2003 de la competencia en la categoría Revelación del Año.
En 2006, Rostislav ganó la semifinal del concurso de puentes internacionales de prestigio - Empresario del Año (Ernst & Young). Rostislav Presentará Rusia en Monte Carlo en la final del Mundial de este concurso en junio de 2007.